# 荷共盟，荷兰共产党人党

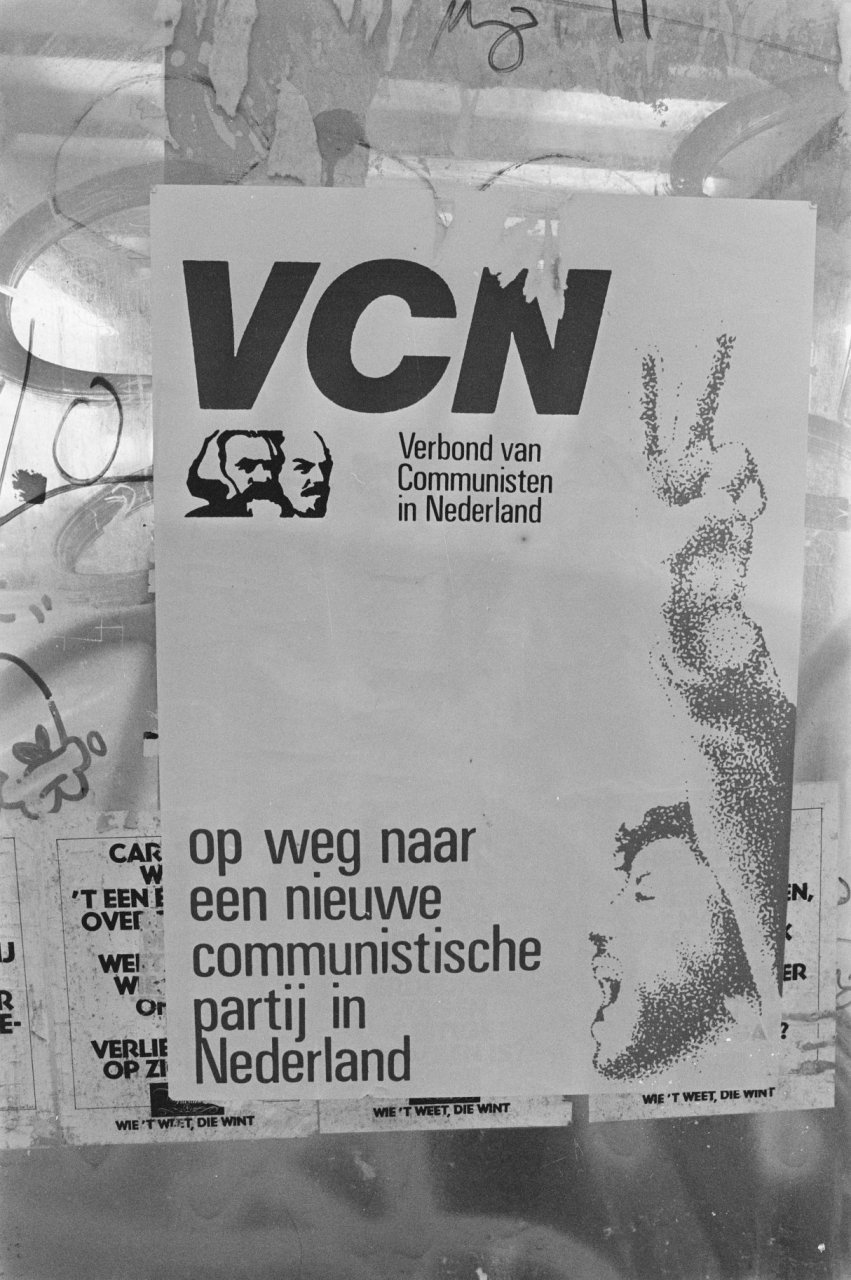
荷共盟，荷兰共产党人党于1985年制作的一张宣传海报

荷共盟，荷兰共产党人党（荷蘭語：VCN, Partij van Communisten in Nederland）是荷兰历史上的一个共产主义政党。

## 历史
1982年，荷兰共产党内部出现一个反对派组织——共产主义者水平论坛，该组织不认同荷共的革新路线，坚持正统共产主义。1984年2月，共产主义者水平论坛的一些成员建立荷兰共产主义者联盟（Verbond van Communisten in Nederland），简称荷共盟（VCN），他们期望这种组织形式能够在荷兰共产党内部形成更有效的反对派，并希望非荷共成员也能加入。1985年3月，荷兰共产党召开第二十九次代表大会，决定将民主集中制和马克思列宁主义从党章中删除；大会结束后，共产主义者水平论坛决定脱离荷兰共产党，建立新的政党。1985年11月2日—3日，在荷兰共产主义者联盟的基础上，建立“荷共盟，荷兰共产党人党”。1990年，荷兰共产党邀请该党参与旨在组建绿色左翼的合并谈判，遭到该党拒绝。1991年，荷兰共产党并入绿色左翼。1992年11月14日，该党与一些地方性的共产主义组织（主要来自东格罗宁根和北布拉班特省）合并为荷兰新共产党。共产主义者水平论坛作为一个基金会继续存在，并负责出版荷兰新共产党的机关报《宣言》。